# Ruud Dijkers
 Rudolf Herman Christianus (Ruud) Dijkers (Rotterdam, 6 juli 1950) is een Nederlandse beeldhouwer.

## Leven en werk
Dijkers studeerde in 1975 af aan de Koninklijke Academie voor Kunst en Vormgeving in 's-Hertogenbosch. In 1977-1979 studeerde hij met een Wilhelm Lehmbruck stipendium in Duisburg, Duitsland, in 1979 reisde hij met een beurs naar Mexico.
Sinds 1981 is hij docent aan de kunstacademie Den Bosch. Hij was lid van de adviesraad Kunst in de openbare ruimte van Nijmegen (1984-1988) en van Hellevoetsluis (1997-1998). In 1992 en 1994 was hij gastdocent aan de Academia de Bellas Artes in Granada en aan de Academia de Bellas Artes in Valencia, Spanje.
Ruud Dijkers noemt zich intuïtief kunstenaar: "Ik ben gefascineerd door de hersenen. Ze bepalen hoe je als mens functioneert. Uit het onderbewuste komen mijn beelden opborrelen. Waar komt dat vandaan? En wat is je eigen beslissing en wat niet?" Zijn beelden vormen een intermediair tussen gedachte en materie.
Dijkers woont in Blauwesluis aan de rand van Maasbommel.

## Enkele werken in de openbare ruimte
- Beeld voor GGZ Nijmegen, 2007
- Beeld aan de Lieshoutseweg, Sint-Oedenrode, 2000
- Belly, Archipelstraat / Javastraat, Nijmegen, 1991
- Samoerai, Stadhuis Tiel, 1986
- Vestaalse maagden, Canisiusziekenhuis, Nijmegen
- Drie werken voor de PTT in 's-Hertogenbosch